# شوباکس
شوباکس (انگلیسی: Showbox) شرکت سرگرمی کره‌ای است، که در سال ۱۹۹۶ تأسیس شد.